# Juan Ramón Jiménez
Juan Ramón Jiménez Mantecón (Moguer, 23 de diciembre de 1881-San Juan, 29 de mayo de 1958) fue un poeta español. Ganó el Premio Nobel de Literatura en 1956 por el conjunto de su obra, entre la que destaca la obra lírica en prosa Platero y yo.

## Biografía

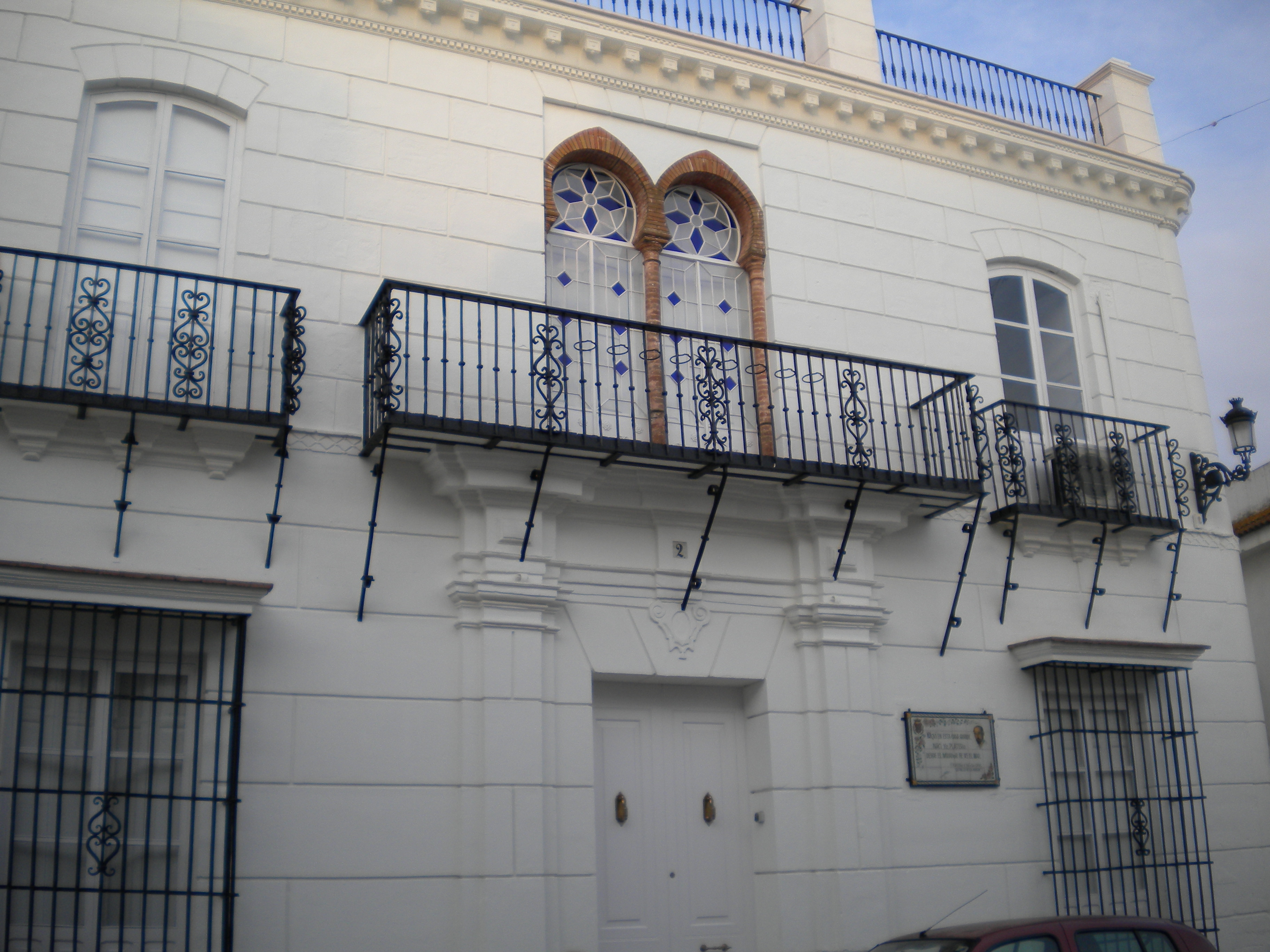
Casa natal de Juan Ramón Jiménez en Moguer.

Juan Ramón Jiménez nació el 23 de diciembre de 1881 en la casa número dos de la calle de la Ribera de la localidad onubense de Moguer. Era hijo de Víctor Jiménez (natural de Nestares, La Rioja, viudo con una hija llamada Ignacia de un primer matrimonio con Emilia Velarde, pariente del escritor José Velarde) y Purificación Mantecón López-Parejo, quienes se dedicaban con éxito al comercio de vinos. En 1887 sus padres se trasladaron a una antigua casa de la calle Nueva y cursó primaria y elemental en el colegio de Primera y Segunda Enseñanza de San José.
En 1891 aprobó con calificaciones de sobresaliente el examen de Primera Enseñanza en el Instituto La Rábida de Huelva. Se trasladó a Sevilla en 1896 para ser pintor, creyendo que esa era su vocación. Allí frecuentó la biblioteca del Ateneo sevillano. Escribió sus primeros trabajos en prosa y verso. Empezó a colaborar en periódicos y revistas de Sevilla y Huelva. Comenzó la carrera de Derecho impuesta por su padre en la Universidad de Sevilla, aunque la abandonó en 1899. En 1899 estudió bachillerato en el colegio de San Luis Gonzaga del Puerto de Santa María, y obuvo el título de Bachiller en Artes. 
En 1900 se trasladó a Madrid y publicó sus dos primeros libros de textos, Ninfeas y Almas de violeta. La muerte de su padre en este mismo año y la ruina familiar, confirmada cuando él y su familia perdieron todo su patrimonio, embargado al fallar el Tribunal Supremo a favor del Banco de Bilbao, le causaron una honda preocupación, vivida intensamente a causa de su carácter hiperestésico, algo neurótico y nefelibata (con este adjetivo lo definió Rubén Darío). En 1901 fue ingresado con depresión en un sanatorio en Burdeos, posteriormente regresó a Madrid al Sanatorio del Rosario, donde permaneció varias semanas al cuidado del doctor Luis Simarro. 

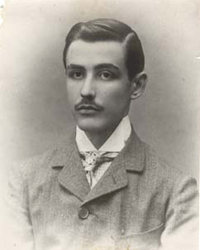
Retrato de Juan Ramón Jiménez hacia 1900.

Su primer amor fue la idealizada Blanca Hernández Pinzón, la «novia blanca» de sus versos, pero pronto el poeta se convertirá en todo un donjuán; los 104 poemas de sus Libros de amor (1911-1912) consignan aventuras con mujeres solteras, casadas, con una norteamericana madre de una hija, con la esposa del psiquiatra que atendió su depresión tras la muerte de su padre «y sí, hasta monjas», como proclama su editor en 2007, José Antonio Expósito.
En 1902 intervino en la fundación de la revista literaria Helios. También abandonó el Sanatorio del Rosario y se trasladó al domicilio particular del doctor Luis Simarro, que había enviudado recientemente. En 1903 publicó Arias tristes, y al año siguiente publicó Jardines lejanos.
En 1905 regresó a su pueblo natal a causa de los problemas económicos por los que atravesaba su familia, y residió en la casa de la calle Aceña. Este periodo coincide con la etapa de mayor producción literaria, donde figuran, en la Segunda Antología Poética (terminada de imprimir en 1922), los libros en verso Pastorales (1903-1905), Olvidanzas (1906-1907), Baladas de primavera (1907), Elegías (1907-1908), La soledad sonora (1908), Poemas májicos y dolientes (1909), Arte menor (1909), Poemas agrestes (1910-1911), Laberinto (1910-1911), Melancolía (1910-1911), Poemas impersonales (1911), Libros de amor (1911-1912), Domingos (Apartamiento: 1) (1911-1912), El corazón en la mano (Apartamiento: 2) (1911-1912), Bonanza (Apartamiento: y 3) (1911-1912), La frente pensativa (1911-1912), Pureza (1912), El silencio de oro (1911-1913) e Idilios (1912-1913), todos escritos durante su estancia en la casa.
En Madrid, gracias a Gregorio Martínez Sierra y a María Lejárraga, conoció en 1903 a una elegante y culta norteamericana, Luisa Grimm (1878-1960), casada con el rico español Antonio Muriedas Manrique de Lara, quien tenía intereses económicos en México. Juan Ramón Jiménez se enamoró de Luisa Grimm, incluso le insinuó la posibilidad del matrimonio, que la estadounidense rechazó, y mantuvo una copiosa correspondencia con ella entre 1907 y 1915. Grimm, gran amante de la poesía, le dará a conocer a Jiménez muchos textos líricos escritos en inglés, especialmente de autores del romanticismo, que entonces eran poco conocidos en España. En 1912, Jiménez empezó a traducir, con ayuda del institucionista Alberto Jiménez Fraud, el Himno a la belleza intelectual, de Shelley, que publicará en 1915. 

### Matrimonio con Zenobia Camprubí

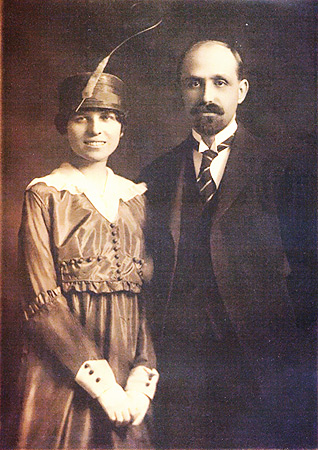
Retrato de boda de Juan Ramón Jiménez y Zenobia Camprubí (2 de marzo de 1916, Nueva York).

Conoció a Zenobia Camprubí Aymar en 1913 y se enamoró profundamente, aunque el noviazgo fue difícil. En 1914 fue nombrado director de las Ediciones de la Residencia de Estudiantes por su amigo Jiménez Fraud y tradujo para esta editorial la Vida de Beethoven, de Romain Rolland. Hizo varios viajes a Francia y luego a Estados Unidos, donde en 1916 se casó con Zenobia. Este hecho y el redescubrimiento del mar será decisivo en su obra, e influirá en la escritura de Diario de un poeta recién casado. Esta obra marca la frontera entre su etapa sensitiva y la intelectual. Desde este momento crea una poesía pura con una lírica muy intelectual. Asimismo, colaboró con su esposa en el largo proceso de traducir veintidós obras del poeta indio Rabindranath Tagore. En esa época, más en concreto en 1916, fue nombrado director literario de nuevas ediciones de la Editorial Calleja y se creó la colección Obras de Juan Ramón Jiménez, en la que aparecieron Estío (1916), Sonetos espirituales (1917), la edición completa de Platero y yo (1917) y Diario de un poeta recién casado (1917). Además, a su esposa le encargaron la traducción de quince cuentos; en correspondencia, Juan Ramón dedicó a Rafael Calleja su Diario de un poeta recién casado, y Jiménez recibió el encargo de entablar relaciones con editoriales norteamericanas dedicadas también a la literatura infantil y a la pedagogía cuando partió a Nueva York en viaje de novios. Después las relaciones se deterioraron al incumplir la editorial diversos compromisos. 

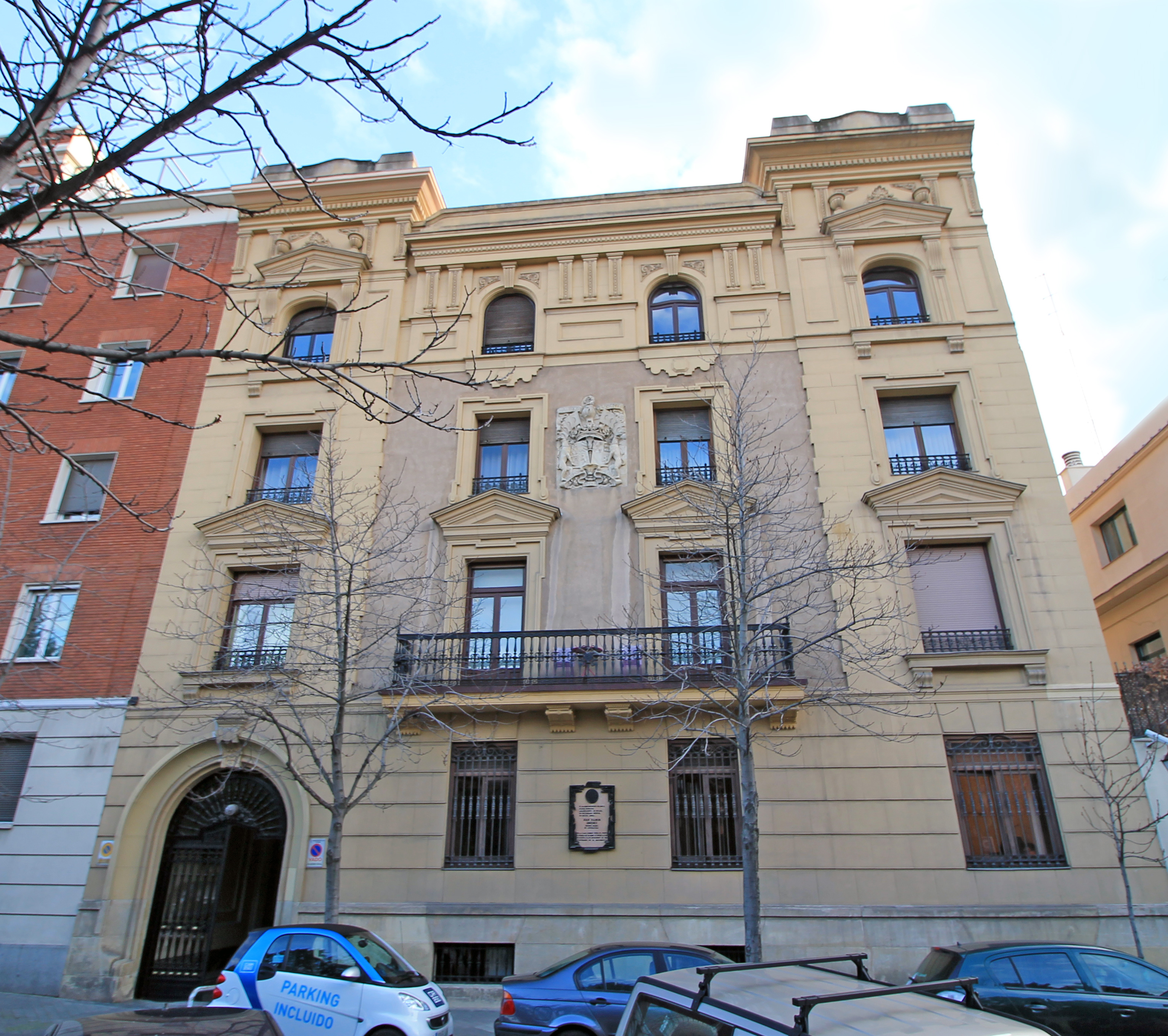
El n.º 38 de la calle de Padilla de Madrid, donde vivieron Zenobia Camprubí y Juan Ramón entre 1929 y 1936. El edificio fue proyectado como casa-palacio por el arquitecto Bernardo Giner de los Ríos.

En 1918 encabezó movimientos de renovación poética, por lo que logró una gran influencia en la generación del 27. De 1921 a 1927 publicó en revistas parte de su obra en prosa, y de 1925 a 1935 publicó sus Cuadernos, donde se encuentran la mayoría de sus escritos. En 1930 le fue presentada en un concierto la escultora y escritora Margarita Gil Roësset, amiga de Zenobia, que quedó enamorada del poeta; este la rechazó y, tras dos años de intentos desesperados de lograr su amor, se suicidó en 1932; el hecho impresionó a Juan Ramón, quien le dedica una semblanza en sus Españoles de tres mundos. A partir de 1931, la esposa del poeta sufrirá los primeros síntomas de un cáncer que acabará con su vida. 

### Golpe de Estado y exilio
En 1936, año que marca en su obra el paso de la etapa intelectual a la etapa suficiente o verdadera, estalló la guerra civil y apoyó decididamente a la República, acogiendo a varios niños huérfanos en una de sus casas. Sin embargo, se sentía inseguro en Madrid, pues el diario socialista Claridad emprendió una campaña contra los intelectuales,  y fue Manuel Azaña quien ayudó a salir de la capital al matrimonio, por vía diplomática. Se instaló en Washington como agregado cultural. En 1937 se trasladó a Cuba para dar tres conferencias; en 1938 su sobrino falangista, Juan Ramón Jiménez Bayo, pereció en el frente de Teruel, lo que dejó a Juan Ramón absolutamente destrozado. Según Zenobia, «el dolor dejó a Juan Ramón absolutamente estéril por casi año y medio». De él escribió el poeta en su autobiografía Vida:
Yo sé bien que él tenía, con las ideas que él creía mejores, un ideal limpio, sin más sangre en él que la suya. Y esta sangre generosa lo dejó sin ella exangüe en el sitio de su ideal. Y se sumió en la tierra a mejorarla. Si su muerte, y las otras como la suya, no nos mejoran, ¿de qué sustancia miserable somos?
En 1939 los sublevados saquearon el piso del matrimonio en la calle Padilla de Madrid y robaron los libros, manuscritos y pertenencias del poeta y de su mujer. Entre 1939 y 1942 se establecieron en Miami, Florida, donde compuso los Romances de Coral Gables; en 1940 fue hospitalizado unos meses en el Hospital Universitario de Miami por depresión, de la cual salió con los proyectos de dos ambiciosos poemas, Espacio y Tiempo; solo llegará a concluir el primero, culmen de la lírica española del siglo XX. En 1942 se trasladaron a Washington y entre 1944 y 1946 Zenobia y Juan Ramón fueron contratados para dar clases como profesores en la Universidad de Maryland. En 1946 el poeta permaneció hospitalizado otros ocho meses a causa de un nuevo episodio depresivo; en 1947 compraron una casa en Riverdale, cerca de una clínica, y entre agosto y noviembre de 1948 viajaron a Argentina y Uruguay por mar, siendo apoteósicamente recibidos; Juan Ramón leyó en ambos países varias conferencias. En 1950 la pareja volvió a Puerto Rico para dar clases en el Recinto de Río Piedras, sede de la Universidad de Puerto Rico.
En 1956 la Academia Sueca le otorgó el Premio Nobel de Literatura. Tres días después, murió su esposa en San Juan. Él jamás se recuperará de esta pérdida y permaneció en Puerto Rico mientras que Jaime Benítez, rector del Recinto de Río Piedras, aceptó el premio en su nombre. Juan Ramón Jiménez falleció dos años más tarde en la misma clínica en la que falleció su esposa.
Sus restos fueron trasladados a España desde Puerto Rico. Luis Felipe Vivanco relata en su Diario el recibimiento de los féretros de Juan Ramón Jiménez y de Zenobia Camprubí en el aeropuerto de Barajas:  

Vamos a Barajas a recibir los restos mortales de Juan Ramón y Zenobia. Vamos María Luisa y yo con Elena en su auto. Hace una tarde turbia y pesada, sin transparencia ni colores limpios. En el aeropuerto están los tres poetas académicos: Gerardo, Dámaso y Vicente. Están Luis y Leopoldo y García Nieto, y Alfonso Moreno. También Zubiri y Carmen. Y las autoridades: Mayalde, Rubio, Gallego, pero no hay Academia en pleno, ni Facultad de Letras, ni catedráticos de Literatura, ni alumnos, ni siquiera niños de las escuelas. Ni tampoco intelectuales. [...] Saludo a Lola Catarineu, que reza su rosario. También están Carmen Conde y Pepe Hierro. Fotógrafos y periodistas y Juan Sampelayo. Bajan los dos féretros de madera más bien clara, precintados. Abren el de Ramón pero no logro verlo. Hay una mujer vieja, que llora de veras. Carmen Conde también llora.

El 5 de junio de 1958 se instaló la capilla ardiente en Moguer (Huelva), siendo enterrados un día después en el cementerio parroquial de Moguer.

## Su poesía

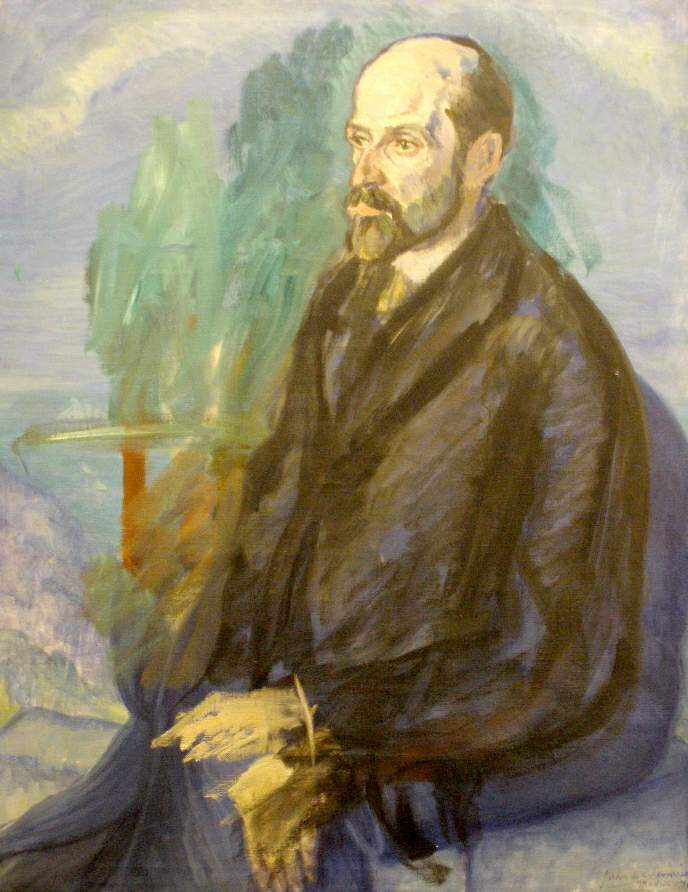
Retratado por Juan de Echevarría (1918)

Aunque por edad pertenece al novecentismo o generación del 14, mantuvo estrecha relación con las generaciones anteriores (modernismo, que influyó su primera etapa) y posteriores (generación del 27, a la que apoyó al menos en sus primeros trabajos —luego los atacó— y de la que fue uno de los principales modelos, así como referencia para algunos de los autores vanguardistas). Busca conocer la verdad y de esta manera alcanzar la eternidad. La exactitud para él, es la belleza. La poesía es una fuente de conocimiento, para captar las cosas.
Juan Ramón Jiménez escribe una poesía panteísta, exacta y precisa. Su poesía evoluciona de forma que se distinguen tres épocas. La primera acaba al iniciarse la segunda en 1916. Escribió el Diario de un poeta recién casado, primeramente llamado Diario de un poeta y el mar, en que cuenta su viaje de luna de miel a los Estados Unidos.
Los temas son el amor, la realidad de las cosas… Otro de sus éxitos fue Poemas májicos y dolientes, extravagante título en el que se destaca la forma personal de escribir de Juan Ramón, que siempre escribía «j» en vez de «g» antes de «e, i». Su Moguer natal fue un referente en toda su obra, fuente de inspiración y elemento de nostalgia.

Te llevaré Moguer a todos los lugares y a todos los tiempos, serás por mí, pobre pueblo mío, a despecho de los logreros, inmortal.

Te he dicho Platero que el alma de Moguer es el vino, ¿verdad?. No; el alma de Moguer es el pan. Moguer es igual que un pan de trigo, blanco por dentro como el migajón, y dorado en torno -¡oh sol moreno!- como la blanda corteza.

## Etapas de su obra
La crítica suele dividir su trayectoria poética en tres etapas: sensitiva, intelectual y suficiente o verdadera.

### La etapa sensitiva (1898-1916)
Esta etapa se subdivide a su vez en dos subetapas; la primera abarca hasta 1908; la segunda, hasta 1916. La primera está marcada por la influencia de Bécquer, el simbolismo y un modernismo de formas tenues, rima asonante, verso de arte menor y música íntima. En ella predominan las descripciones del paisaje como reflejo del alma del poeta, un paisaje que no es natural ni fruto de paseos como el de Machado, sino sometido al estatismo de un jardín interior, al intimismo de un orden. Predominan los sentimientos vagos, la melancolía, la música y el color desvaído, los recuerdos y ensueños amorosos. Se trata de una poesía emotiva y sentimental donde se trasluce la sensibilidad del poeta a través de una estructura formal perfecta. Pertenecen a esta etapa Rimas (1902) –título redundante de las becquerianas–, Arias tristes (1903), Jardines lejanos (1904), Elegías (1907).

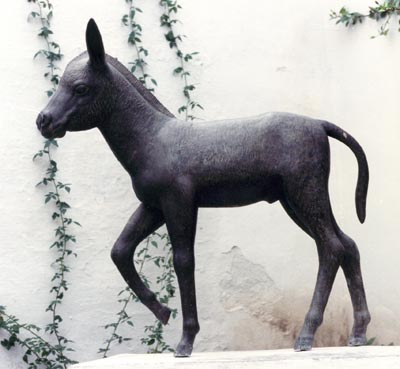
Estatua de Platero en Casa Museo J.R.J. de Moguer.

La segunda época se vierte en la forma del arte mayor (endecasílabos y alejandrinos), la rima consonante, el estrofismo clásico (sonetos, serventesios); denota una mayor impronta modernista, del Simbolismo francés (Charles Baudelaire, Paul Verlaine) y del decadentismo anglofrancés (Walter Pater, fundamentalmente). Recientemente ha sido descubierto un libro escrito entre 1910 y 1911, Libros de amor, con una poesía carnal y erótica. El poeta logra perfectas cumbres parnasianas, especialmente en los sonetos; pertenecen a esta subetapa La Soledad Sonora (1911), Pastorales (1911), Laberinto (1913), Platero y yo (elegía andaluza) (1914) y Estío (1916), entre otros. Hacia el final de esta etapa el poeta empieza a sentir el hastío de los ropajes sensoriales del modernismo y preocupaciones relacionadas con el tiempo y la posesión de una belleza eterna.
Platero y yo, fechada por su autor en 1914, se convirtió en la obra más popular del poeta, escrita en una espléndida prosa, que suavemente lleva al lector a través de un cuidadoso retablo de imágenes poéticas que nos conducen desde la presentación de este borriquete:

Platero es pequeño, peludo, suave; tan blando por fuera, que se diría todo de algodón, que no lleva huesos. Sólo los espejos de azabache de sus ojos son duros cual dos escarabajos de cristal negro.

Hasta su muerte y, claro, la ascensión del pollino al cielo... de Moguer: «Platero, tú nos ves, ¿verdad?», preguntamos siguiendo la letra de Juan Ramón Jiménez.
Estío (1916) supone el cambio hacia la segunda etapa de Juan Ramón Jiménez. El poeta se aleja del modernismo en busca de una mayor depuración de la palabra. Desaparecen los ambientes nostálgicos, evocados y soñados, en favor de una realidad más concreta.

### La etapa intelectual (1916-1936)

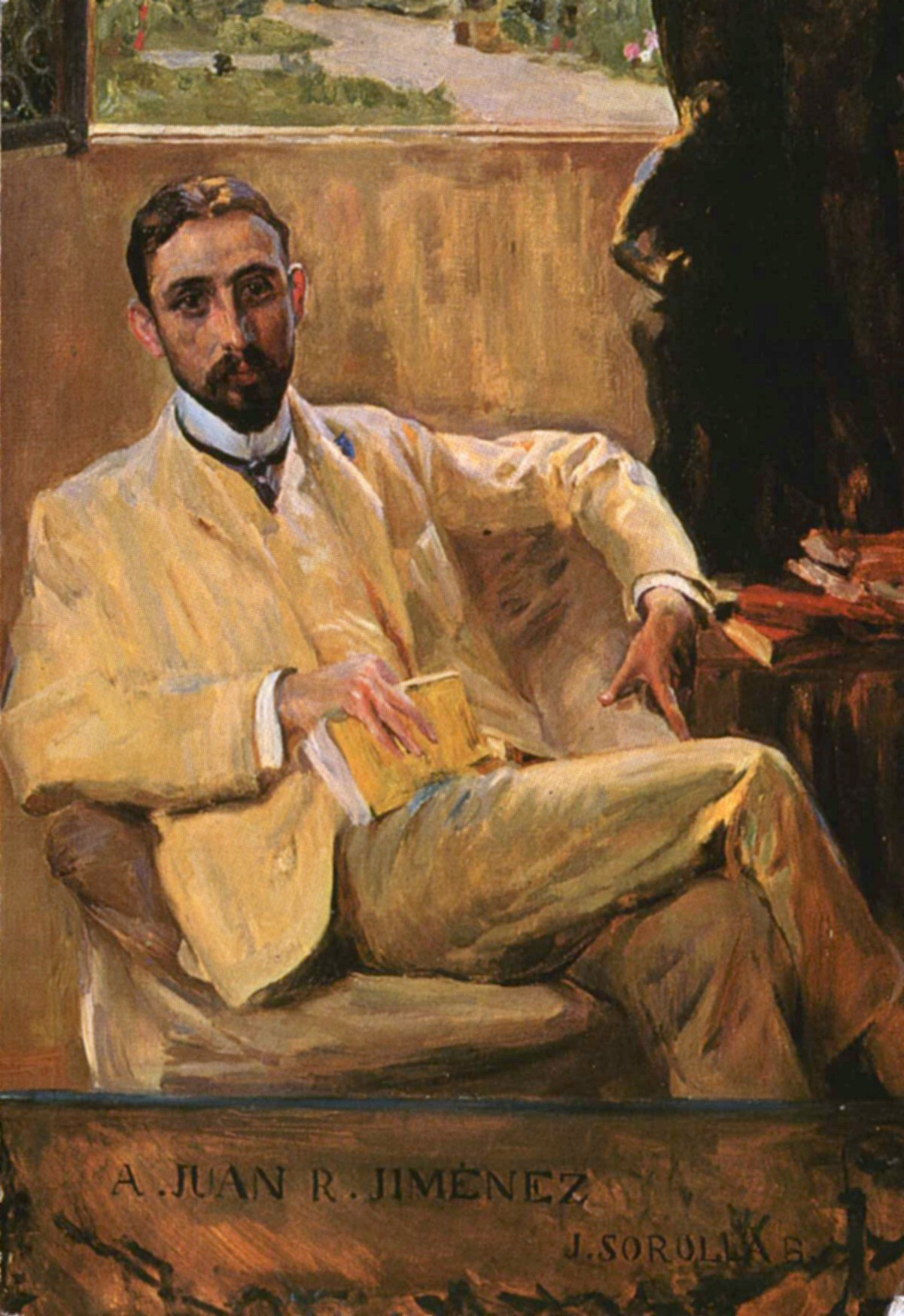
Retrato de Juan Ramón Jiménez, pintado por Joaquín Sorolla.

Su primer viaje a América y el contacto con la poesía en inglés (Yeats, William Blake, Emily Dickinson, Shelley) a través de su amiga Luisa Grimm y su esposa Zenobia, marca profundamente esta segunda etapa (1916-1936), bautizada por él mismo como Época intelectual y que le vincula a la corriente literaria del novecentismo o generación de 1914. Se produce un hecho fundamental: el descubrimiento del mar como motivo trascendente. El mar simboliza la vida, la soledad, el gozo, el eterno tiempo presente. Se inicia asimismo una evolución espiritual que lo lleva a buscar la trascendencia.
En su deseo de salvarse ante la muerte, se esforzó por alcanzar la eternidad, y eso solo pudo conseguirlo a través de la belleza y la depuración poética. Suprimió, pues, toda la musicalidad, los argumentos poéticos, la aparatosidad externa y ornamental anterior para adentrarse en lo profundo, en lo bello, en lo puro, en lo esencial: la poesía interior, de la cual el poema es apenas un residuo. De esta época destacan Diario de un poeta recién casado (1916), Primera antología poética, (1917), Eternidades (1918), Piedra y cielo (1919), Poesía (1917-23) y Belleza (1917-23).
Con Estío (1916) tantea el uso del verso libre y por fin lo inserta en la literatura hispánica con un libro compuesto definitivamente en este metro, Diario de un poeta recién casado, titulado posteriormente (en 1948) Diario de poeta y mar (para incluir el segundo apellido de su esposa, Aymar), se inicia esta nueva etapa en la obra de Juan Ramón Jiménez. Se trata de una poesía sin anécdota, sin los «ropajes del Modernismo», una poesía estilizada y depurada, donde el poeta admira todo lo que contempla. Este poemario surge como fruto de su viaje a América. Es el primer libro escrito enteramente en verso libre y sin rima en español: junto con León Felipe, introduce esta nueva forma métrica en la poesía española. En el Diario, Juan Ramón experimenta con los temas y las formas, y abre una nueva corriente poética, que será explotada por algunos miembros de la generación del 27.
En Piedra y cielo (1919) el tema central es ya la creación poética: la poesía como actividad, el poema como objeto artístico y el poeta como dios-creador de un universo nuevo. Se abre así una nueva línea temática que Juan Ramón Jiménez ya no abandonará: la búsqueda de la sublimación poética y la intensificación creativa de una poesía pura, esquemática.
La estación total (1923-36). Recoge los últimos poemas escritos en España. El 22 de agosto de 1936, Juan Ramón Jiménez marcha al exilio.

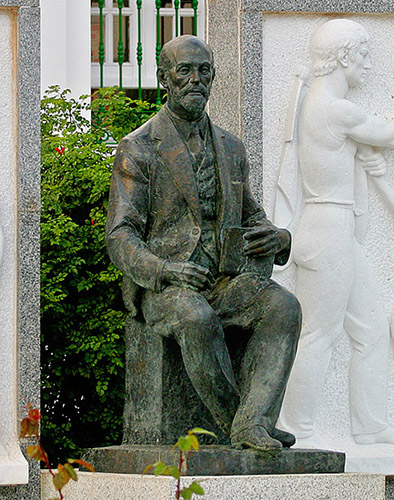
Monumento dedicado a Juan Ramón Jiménez en la plaza del Cabildo de Moguer.

### La etapa suficiente o verdadera (1937-1958)
Pertenece a la etapa suficiente o verdadera todo lo escrito durante su exilio americano. Juan Ramón Jiménez continúa replegado en sí mismo en busca de la belleza y la perfección, aunque no tanto como para no preparar un amplio libro en favor de la República española, Guerra en España, que nunca pudo ver publicado. Su ansia por la trascendencia lo lleva a una cierta mística e identificarse con Dios y la belleza en uno en lo que llama en 1954 "religión por la conciencia". Su lengua poética se transforma en una especie de idiolecto poblado de múltiples neologismos (ultratierra, deseante...). Tras un período de relativo silencio, publica Animal de fondo (1949), Tercera antología poética (1957), En el otro costado (1936-42) y Dios deseado y deseante (1948-49).
En Animal de fondo el poeta busca a Dios «sin descanso ni tedio». Pero ese dios no es una divinidad externa al poeta, sino que se halla en él y en su obra («tu esencia está en mí, como mi forma»; «en el mundo que yo por ti y para ti he creado»). Ese dios al que se refiere es causa y fin de la belleza.
Dios deseado y deseante (1948-49) supone la culminación de Animal de fondo. El poeta llega incluso a identificarse con ese dios que tanto ha buscado. Un dios que existe dentro y fuera de él, un dios que es deseado y deseante.
Juan Ramón Jiménez revisó concienzudamente a lo largo de su vida su obra. El poemario Leyenda (1896-1956), publicado póstumamente por Antonio Sánchez Romeralo en 1978, y en edición corregida por María Estela Arretche en 2006 (Madrid: Visor), recoge la obra poética íntegra del autor tal como este quiso que se publicara. En 2001 el grupo poético zamorano Lucerna había publicado con permiso de la familia cuatro poemas inéditos titulados La frente pensativa, introducidos por José Luis Puerto.

## Obras

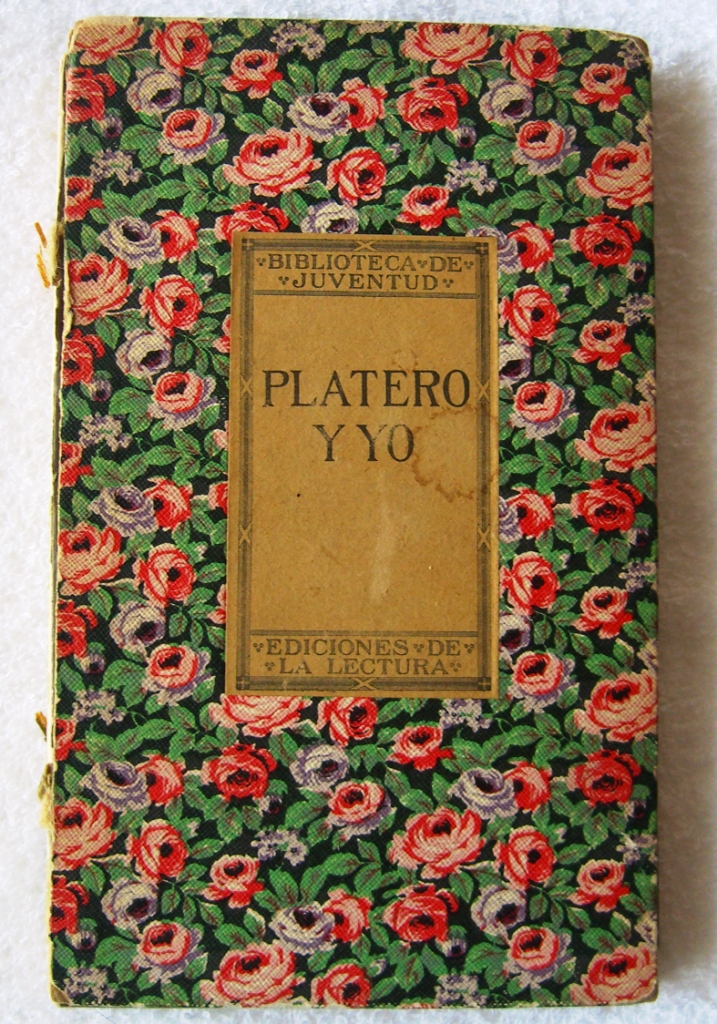
Primera edición (1914) de Platero y yo.

### Edición original
- Ninfeas, 1900-Madrid.
- Almas de violeta, 1900-Madrid.
- Rimas, 1902-Madrid.
- Arias tristes, 1903
- Jardines lejanos, 1904
- Elejías puras, 1908
- Elejías intermedias, 1909
- Las hojas verdes, 1909
- Poemas mágicos y dolientes, 1909
- Elejías lamentables, 1910
- Baladas de primavera, 1910
- La soledad sonora, 1911
- Pastorales, 1911
- Melancolía, 1912
- Laberinto, 1913
- Platero y yo (edición reducida), 1914[20]
- Estío, 1916
- Sonetos espirituales, 1917
- Diario de un poeta recién casado, 1917
- Platero y yo (edición completa), 1917
- Eternidades, 1918
- Piedra y cielo, 1919
- Segunda antología poética, 1922
- Poesía, 1923
- Belleza, 1923
- Canción, 1935
- Voces de mi copla, 1945
- La estación total, 1946
- Romances de Coral Gables, 1948
- Animal de fondo, 1949
- Una colina meridiana , 1950 (1.ª edición en España: Huerga & Fierro editores, 2002). Prólogo y estudio preliminar de Alfonso Alegre Heitzmann.
- La frente pensativa (1911-1912) [cuatro poemas inéditos], introducción de José Luis Puerto, Zamora: Lucerna, 2001.

### Ediciones recientes
- Cuadernos, F. Garfias, Madrid, Taurus, 1960
- Diario de un poeta recién casado, A. Sánchez Barbudo, Barcelona, Labor, 1970
- En el otro costado, Aurora de Albornoz, Madrid, Ediciones Júcar, 1974
- Leyenda (1896-1956), ed. de Antonio Sánchez Romeralo, Madrid, Cupsa Editorial, 1978.
- Animal de fondo, A. Crespo, Madrid, Taurus, 1981
- Antología en prosa, A. Crespo, Madrid, Taurus, 1981
- Arias tristes, A. de Albornoz, Madrid, Taurus, 1981
- Poesía. Edición del Centenario, 20 vol., Madrid, Taurus, 1982
- Elegías, F. Garfias, Madrid, Taurus, 1982
- Espacio, A. de Albornoz, Madrid, Taurus, 1982
- Eternidades, V. García de la Concha, Madrid, Taurus, 1982
- La realidad invisible, A. Sánchez Romeralo, Londra, Taurus, 1983
- Antología poética, A. Crespo, Barcelona, Seix Barral, 1985
- Guerra de España, A. Crespo, Barcelona, Seix Barral, 1985
- Selección de poemas, G. Azam, Madrid, Castalia, 1987
- Ideología, A. Sánchez Romeralo, Barcelona, Anthropos, 1990
- Platero y yo, M. P. Predmore, Madrid, Espasa-Calpe, 1992
- Cartas. Antología, F. Garfias, Madrid, Espasa-Calpe, 1992
- Antología poética, J. Blasco, Madrid, Cátedra, 1993
- Lírica de una Atlántida (En el otro costado, Una colina meridiana, Dios deseado y deseante, De ríos que se van), A. Alegre Heitzmann, Galaxia Gutenberg, 1999.
- Segunda antología poética (1898-1918), J. Urrutia, Madrid, Espasa-Calpe, 1993
- Libros de Madrid, AS. Robayna, JLL. Bretones, F. Utrera, Madrid, HMR, 2001
- Con la Rosa del mundo, Barcelona, La Poesía, señor hidalgo, 2002
- La frente pensativa 1911-1912. Libro inédito, Orense, Linteo Poesía, 2009 (Edición crítica, introducción y notas de José Antonio Expósito Hernández).
- Dios deseado y deseante (Animal de fondo), J. Llansó, Madrid, Akal, 2009
- Idilios, 98 poemas (38 inéditos); prólogo de Antonio Colinas, introducción, edición y estudio de Rocío Fernández Berrocal; La Isla de Siltolá, 2013
- Baladas y Odas, edición de Soledad González Ródenas; Fundación José Manuel Lara, 2023

## B.I.C. de los Lugares vinculados con Juan Ramón Jiménez
- Texto del Decreto 17/2015, de 20 de enero B.I.C. "Lugares vinculados con Juan Ramón Jiménez"

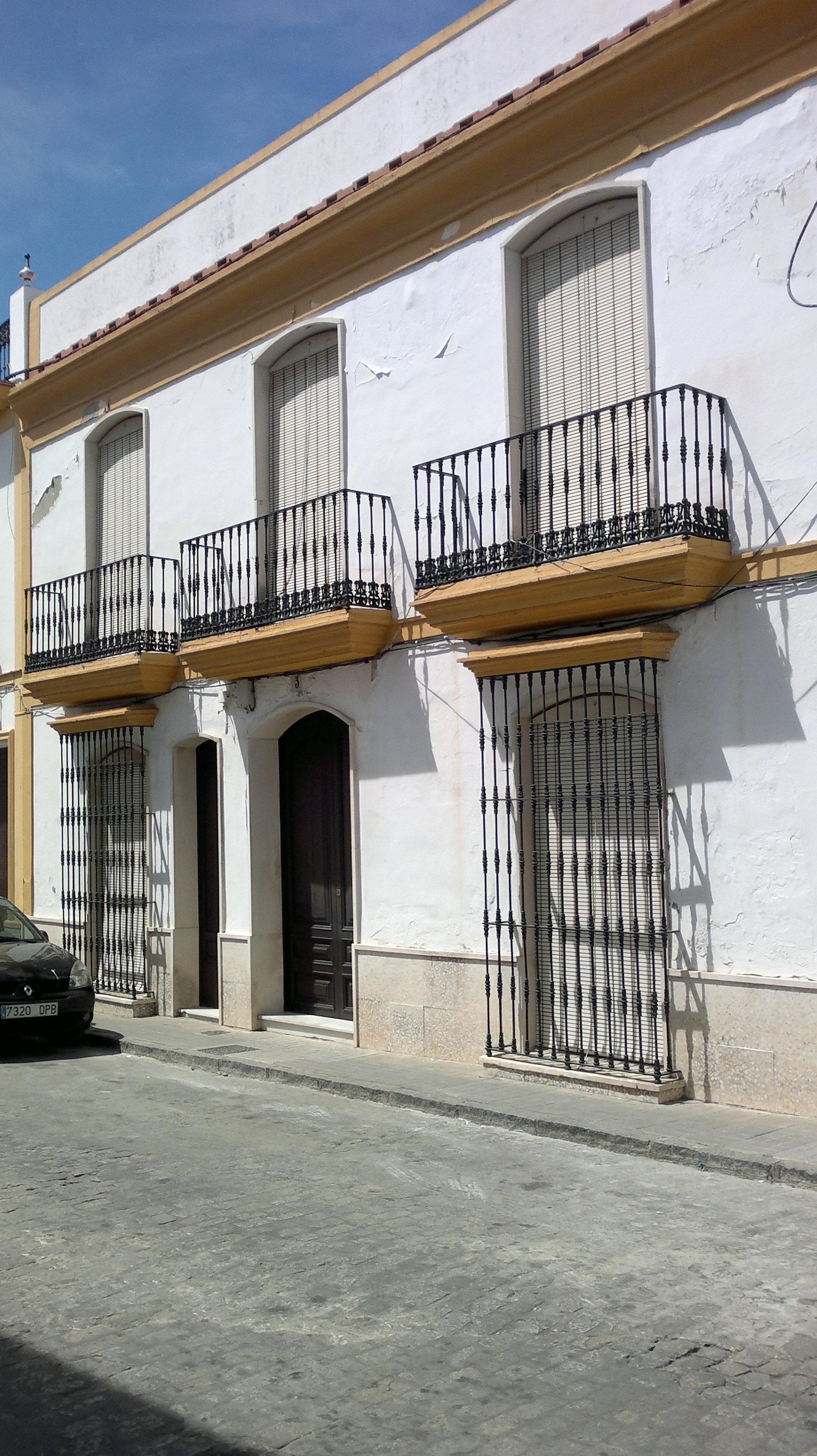
Casa de la calle Aceña donde vivió entre 1905 y 1913.

El 20 de enero de 2015 se inscribió en el Catálogo General del Patrimonio Histórico Andaluz como Bien de Interés Cultural (B.I.C.) a los lugares vinculados con Juan Ramón Jiménez. En la declaración como sitio histórico se detallan los siguientes elementos: Casa Museo Zenobia y Juan Ramón, Casa Natal Juan Ramón Jiménez, Casa de la calle Aceña de Juan Ramón Jiménez, El Paraje y la casa de Fuentepiña, El cementerio donde reposan los restos de Juan Ramón y Zenobia y la ermita anexa de San Sebastián y los bienes muebles de la colección de la Casa Museo Zenobia y Juan Ramón Jiménez.
En el decreto se justifica su declaración:

Se establece con su pueblo natal un vínculo ideal que se prolonga a lo largo de toda su existencia: «Mi vida fue salto, revolución, naufragio permanente. Moguer, Puerto de Santa María, Moguer, Sevilla, Moguer, Madrid, Moguer, Francia, Madrid, Moguer, Madrid, América, Madrid, América...». En Moguer logra Juan Ramón una perfecta simbiosis obra-naturaleza. Esa «blanca maravilla», como él la llamó, ese mundo cotidiano que para el poeta era «mágico», fue permanente fuente de inspiración. El legado de Juan Ramón Jiménez está presente en su pueblo, en los lugares y paisajes de Moguer; en su obra literaria, amplia y rica en matices: Almas de violeta, Ninfeas, Platero y yo, Olvidanzas, Baladas de primavera, La soledad sonora, Poemas mágicos y dolientes, Pastorales, Melancolía, Poemas agrestes, Historias, etc. En toda ella subyace el ideal que persigue el poeta, la imagen de Moguer. Su obra «confirma la influencia decisiva que tuvo el ambiente nativo en el encauzamiento de la poesía juanrramoniana». No se puede entender la obra de Juan Ramón sin descender al espacio y al tiempo de Moguer, su legado más preciado.

Juan Ramón Jiménez nos ha legado para la posteridad y disfrute de su universo poético los lugares que estuvieron relacionados con su vida, referentes de sus evocaciones, los cuales están significados y connotados literariamente en su obra por lazos afectivos, vivenciales, identitarios, distintivos, afectivos y simbólicos. Las referencias a los espacios y personajes reales que formaron parte de la escena local a finales del siglo XIX y principios del XX fueron admirablemente evocados por el poeta en muchas de sus elegías, con mezcla de rigor histórico y fabuladora imaginación.

## Fundación Juan Ramón Jiménez

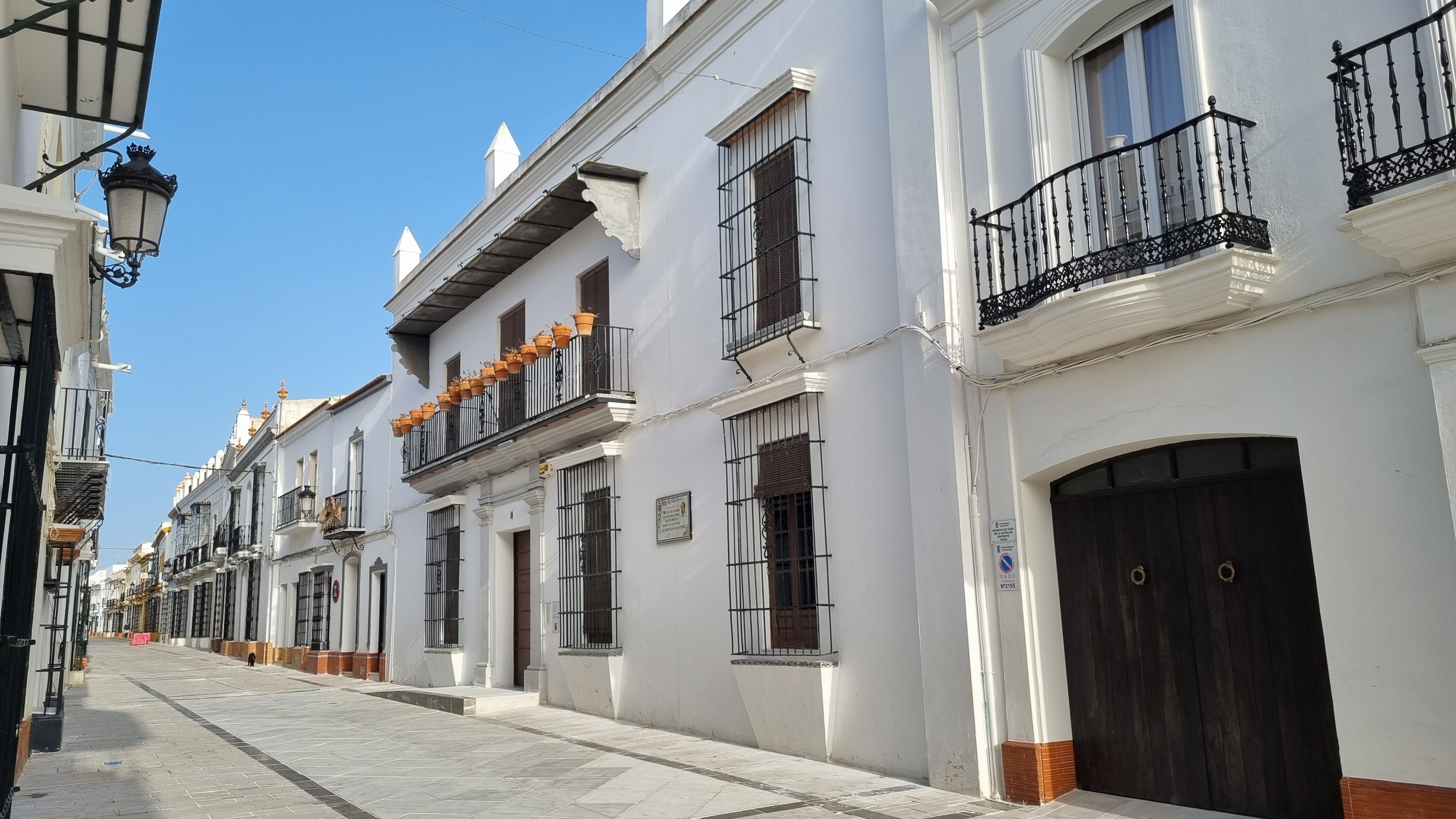
Casa-Museo J.R.J., sede de la Fundación.

Esta institución es un consorcio administrativo constituido por la Diputación Provincial de Huelva, el Ayuntamiento de Moguer y la Consejería de Cultura de la Junta de Andalucía. Tiene su sede en la Casa Museo Zenobia y Juan Ramón. La Fundación Juan Ramón Jiménez se crea el 7 de mayo de 1987 con el fin de gestionar y custodiar la Casa Museo "Zenobia y Juan Ramón", promocionar y editar estudios sobre la obra y vida del autor, y custodiar los originales, documentos, residencias y biblioteca del poeta. De ella depende el Centro de Estudios Juanramoniano que, entre otras funciones, cataloga los fondos propios de la Fundación y los estudios dedicados al poeta, ofrece material y becas para el estudio de su obra y organiza simposios, encuentros y cursos sobre Juan Ramón Jiménez y Zenobia Camprubí.
Entre las conmemoraciones juanramonianas que organiza anualmente la Fundación Juan Ramón Jiménez, figuran la concesión del Premio Hispanoamericano de poesía Juan Ramón Jiménez y el encuentro anual de poesía "Voces del extremo" patrocinado por la Fundación desde 1999, y organizado por el poeta y ensayista moguereño Antonio Orihuela. Estos encuentros se encuadran dentro del movimiento poético denominado poesía de la conciencia, nueva poesía social o poesía política.
Entre los reconocimientos que concede la fundación se encuentran el llamado Perejil de plata, por la difusión y conocimiento de la obra del Nobel moguereño, y la distinción como Miembro de honor de la Fundación.

## Retratos de Juan Ramón Jiménez
El dibujo más antiguo de la estampa de J. R. J. se debe a Ricardo Baroja; lo retrataron luego al óleo Emilio Sala, Joaquín Sorolla y Manuel Cruz Fernández; Daniel Vázquez Díaz lo dibujó dos veces y lo retrató una al óleo. Incansable en su vanidad, ya en su madurez lo volvió a retratar al óleo Joaquín Sorolla, y después Juan de Echevarría y Juan Bonafé (1927). En sus últimos años lo dibujaron Władysław Jahl y Esteban Vicente.En 2014 y con motivos del Centenario de la publicación de “Platero y yo” el artista plástico multidisciplinar también onubense y afincado en Alemania Emilio Fornieles pintaría en su reconocido estilo de pintura escénica o Action Painting un retrato de Juan Ramón Jiménez de niño en el término de una hora aproximadamente y frente al público congregado en la Casa Natal en Moguer con motivo de esa celebración especial.  El propio Fornieles le retrataría un año antes de forma inusual. Un retrato miniatura en el interior de una pequeña probeta de laboratorio de 10 centímetros de alto y 1,5 centímetros de diámetro para un proyecto colectivo de artistas plásticos contemporáneos del panorama onubense. Un proyecto organizado por la Diputación Provincial de Huelva y que fue presentado en la edición anual de la Feria internacional ARCOMadrid en el año 2013.